# Eubrachion
Eubrachion é um género de plantas com flores pertencentes à família Santalaceae.
A sua distribuição nativa vai do Caribe ao Sul da América Tropical.
Espécies:
- Eubrachion ambiguum (Hook. & Arn.) Engl.
- Eubrachion gracile Kuijt